# Asplenium adnatum
Asplenium adnatum là một loài thực vật có mạch trong họ Aspleniaceae. Loài này được Copel. miêu tả khoa học đầu tiên năm 1908.